# Sapapanjang
Sapapanjang is een bestuurslaag in het regentschap Empat Lawang van de provincie Zuid-Sumatra, Indonesië. Sapapanjang telt 828 inwoners (volkstelling 2010).